# Río Cajamarca
Der Río Cajamarca ist der ca. 64 km lange linke Quellfluss des Río Crisnejas in West-Peru. Der Río Cajamarca durchfließt die peruanische Westkordillere in den Provinzen Cajamarca, San Marcos und Cajabamba der Region Cajamarca in überwiegend ostsüdöstlicher Richtung.

## Flusslauf
Der Río Cajamarca entsteht 6 km südöstlich der Regionshauptstadt Cajamarca am Zusammenfluss von Río Mashcón (rechts) und Río Azufre (links) auf einer Höhe von etwa 2650 m. Er fließt anfangs 40 km in Richtung Ostsüdost. Bei Flusskilometer 48 passiert er die am südlichen Flussufer gelegene Kleinstadt Jesús. Bei Flusskilometer 37 trifft der Río Namora von Norden kommend auf den Fluss. Dieser fließt nun durch eine enge Schlucht. Bei Flusskilometer 21 trifft der Río Muyoc von Nordosten kommend auf den Río Cajamarca. Dieser wendet sich nun in Richtung Süden und durchbricht mehrere Gebirgskämme. Auf den letzten 10 Kilometern wendet sich der Fluss allmählich in Richtung Südosten und erreicht eine kleine Beckenlandschaft. Dort trifft er 2 km südwestlich von La Grama auf den von Süden kommenden Río Condebamba und vereinigt sich mit diesem zum Río Crisnejas. Zum hydrologischen Hauptstrang des Río Cajamarca werden die Zuflüsse Río Grande und Río Azufre gezählt. Den Ursprung dieses insgesamt etwa 99 km langen hydrologischen Hauptstranges bildet der im äußersten Norden des Einzugsgebietes gelegene etwa 3700 m hoch gelegene abflussregulierte See Laguna Challhuagon .

## Einzugsgebiet und Hydrologie
Der Río Cajamarca entwässert ein etwa 2120 km² großes Gebiet im östlichen Teil der peruanischen Westkordillere. Im Westen grenzt das Einzugsgebiet des Río Cajamarca an das des Río Jequetepeque, im Norden an das des Río Llaucano sowie im Nordosten an das des Río Las Yangas. In der Region fällt in den Monaten Oktober bis April ein Großteil des Jahresniederschlags. Die regenreichsten Monate sind Februar und März.

## Ökologie
Entlang dem Flusslauf wird bewässerte Landwirtschaft betrieben. Im Einzugsgebiet befindet sich der Ballungsraum Cajamarca. Im oberen Einzugsgebiet des Río Cajamarca befindet sich die große Tagebau-Mine Yanacocha. Aus dieser und aus weiteren Minen gelangen gewöhnlich mit Schwermetallen belastete Schlämme ins Flusssystem des Río Cajamarca und beeinträchtigen dadurch die Wasserqualität.